# 船舶主機
船舶主機是提供船舶機動動力的來源，一般的船舶主機大多數是大型內燃機，但也有一些其他船舶會採用燃氣輪機或是核動力作為動力來源。
船舶主機一般使用黏度極高的重油作為航行燃料，在常溫下呈接近固態的燃油在管系加熱液化的情況下使用。
燃氣輪機使用相對優質的普通燃料，而核動力則是燃氣輪機的延伸，通過核反應產生的高溫高壓的蒸汽來驅動燃氣輪機的轉子端轉動以輸出動力。